# 邹习祥
邹习祥（1922年—1993年），男，仡佬族，贵州务川人，中华人民共和国军事人物，中国人民志愿军狙击手，曾用206发子弹击毙203名敌军。
新华每日电讯：78发子弹歼敌39人。http://www.news.cn/politics/2022-02/15/c_1128372486.htm （页面存档备份，存于）